# Hjalmar Lundberg
Knut Hjalmar Lundberg, född 24 september 1875 i Skänninge församling, Östergötlands län, död 23 september 1918 i Klara församling, Stockholm i spanska sjukan, var en svensk journalist och bibliofil.
Lundberg var son till boktryckaren och tidningsmannen Johan Wilhelm Lundberg. Som ung arbetade Lundberg i Frankrike för exportnäringen i den svenska träindustrin och gifte sig 1902 i Marseille med Louise Mauriès. I samband med en resa till USA för att prospektera en silvergruva i British Columbia för A. Johnson & Co besökte han Chicago för att studera förmedling av nyheter och litteratur på svenska till svenskbygderna. 1912 flyttade familjen från Paris med döttrarna Hélène och Carine till Stockholm, där han var andre presskommissarie vid Olympiska spelen. 1912 - 1914 var han medarbetare i Stockholms Dagblad och byråassistent i Nationalföreningen mot emigrationen. På C.E. Fritzes förlag och på Nordiska förlaget ivrade han för en direktimport av fransk litteratur och press. Så gott som all utländsk litteratur emanerade vid denna tid från Tyskland. 1915 grundade han Stockholms annonsbyrå och Stockholms Telegrambyrå; byrån erhöll under kriget särskilt uttömmande underrättelser från ententemakterna, som ansåg sig illa behandlade av tyskvänliga Svenska Telegrambyrån. Han var även delägare i AB S Gumaelius annonsbyrå. 
Tillsammans med journalisten och sedermera översättaren Gösta Olzon drev Hjalmar Lundberg 1916-1918 dessutom förlaget Hjalmar Lundberg & Gösta Olzon, som bl.a. gav ut ett stort antal pro-engelska skrifter om första världskriget. Han översatte även dramatik från franska och engelska och hade nära kontakt och samarbete med de vid denna tid fåtaliga [källa behövs] Frankrikevännerna i Sverige som Gösta A Olson, grundaren av Svensk-franska konstgalleriet, tandläkaren Emil Christensson med dottern Lili de Faramond, Franska skolan och den förmögne hovjuveleraren och samlaren Christian Hammer. I auktionen efter Christian Hammer förvärvade Hjalmar Lundberg en betydande samling äldre fransk vitterhet. Efter hans död sammanställdes en minnesbok över Hjalmar Lundberg med bidrag av bland andra Anna Lindhagen.

## Skrift
- Projet de vente internationale de livres (Ernst Westerberg, 1916)
- Kriget i Alperna. En skildring efter officiella källor ... (Hjalmar Lundberg & Gösta Olzon, 1917)

## Översättningar
- Prosper Mérimée: Spader dam (Nordiska förlaget, 1912)
- Prosper Mérimée: Carmen (Nordiska förlaget, 1912)
- Edward Bulwer Lytton Lytton: Leila (Nordiska förlaget, 1913)
- Miss Tacheray (pseud. för Anne Isabella Ritchie): Ett giftermål med förhinder (Bluebeard's Keys) (Nordiska förlaget, 1914)
- Barrès, Maurice: Frankrikes odödliga själ (Hjalmar Lundberg & Gösta Olzon, 1917)